# Macrorhynchia allmani
Macrorhynchia allmani is een hydroïdpoliep uit de familie Aglaopheniidae. De poliep komt uit het geslacht Macrorhynchia. Macrorhynchia allmani werd in 1900 voor het eerst wetenschappelijk beschreven door Nutting. 